# Баташев, Михаил Никитич
Михаил Никитич Баташев (3 (15) марта 1883, Киевская губерния — 1970, Тульская область) — русский и советский офицер, полковник, участник Первой мировой войны.

## Биография
Окончив Владимирский Киевский кадетский корпус, 01.09.1901 вступил в военную службу в Александровское военное училище юнкером рядового звания (15.06.1902 произведен в унтер-офицеры, 05.12.1902 — в младшие, 24.02.1903 — в старшие портупей-юнкера). В 1903 году окончил училище по 1-му разряду с производством в подпоручики (10.08.1903) со старшинством с 10.08.1902.
02.09.1903 зачислен в 14-й гренадерский Грузинский генерала Котляревского полк (Белый Ключ), с назначением в 9-ю роту. С 02.10.1904 по 03.07.1907 — адъютант 1-го батальона. 10.11.1906, за выслугу лет, произведен в поручики (старшинство с 10.08.1906). С 25.06.1907 прикомандирован к штабу полка, с 22.12.1907 — полковой адъютант.
С 02.10.1910 — слушатель Императорской Николаевской военной академии. 10.11.1910 произведен, за выслугу лет, в штабс-капитаны (старшинство с 10.08.1910). В мае 1913 года, окончив два класса (по 1-му разряду) и дополнительный курс академии, был причислен к Генеральному штабу и командирован в штаб Кавказского военного округа для исполнения поручений.
C 30 июня 1913 года служил в разведывательном отделении штаба Кавказского военного округа, оставаясь в списках 14-го гренадерского Грузинского генерала Котляревского полка. С 29.03.1914 прикомандирован к 202-му пехотному Горийскому полку для прохождения цензового командования ротой.

### Первая мировая война
Участвовал в походах и боях против германцев (1914—1915) и против турок (08.11.1915—1918).
22.07.1914 назначен исправляющим должность старшего адъютанта штаба 2-го Кавказского армейского корпуса. На театр военных действий (на Северо-Западный фронт) прибыл 03.09.1914 на станцию Тереховичи в составе эшелона штаба 2-го Кавказского армейского корпуса. 02.02.1915 произведен в капитаны (старшинство с 10.08.1912) с переводом в Генеральный штаб и с назначением обер-офицером для поручений при штабе 2-го Кавказского армейского корпуса. С 17.03.1915 — старший адъютант штаба 55-й пехотной дивизии; исполнял должность начальника штаба дивизии (с 07.07.1915 по 16.08.1915 и с 30.10.1915 по 07.11.1915). С 01.11.1915 — старший адъютант штаба 4-й Туркестанской стрелковой бригады.
С 10.06.1916 исправлял должность помощника начальника отделения Управления генерал-квартирмейстера штаба Кавказской армии; 06.12.1916 произведен в подполковники (старшинство с 15.08.1916), с утверждением в занимаемой должности. 16.02.1917 назначен исправляющим должность начальника отделения того же управления.
17.05.1917 был назначен исправляющим должность начальника отделения управления генерал-квартирмейстера штаба Главнокомандующего армиями Кавказского фронта. 15.08.1917 произведен в полковники, с утверждением в занимаемой должности.
15.06.1918 выведен за штат вследствие расформирования штаба главнокомандующего войсками Кавказского фронта (был уволен из упразднённой «старой» Русской армии).

### В Красной армии
В Красную армию вступил в мае 1921 года. С 13 мая по 1 июня 1921 года исполнял должность начальника отделения по обучению и подготовке войск штаба 11-й армии. С 1 июня 1921 года служил в штабе Отдельной Кавказской армии: начальник отделения по службе Генерального штаба (01.06.1921—22.03.1922; одновременно — врид начальника отдела по обучению и подготовке 01.09—07.11.1921, начальник оперативного отдела 22.03—01.09.1921); помощник начальника оперативного отдела (22.03—14.12.1922); с 14 декабря 1922 — начальник оперативного отделения оперативного отдела.
В 1938 году — полковник, преподаватель Военно-воздушной академии им. Н. Г. Жуковского РККА; репрессирован, был в заключении.
Похоронен в Алексинском районе Тульской области.

## Награды
- орден Св. Станислава 3-й степени (06.12.1909; ВП от 07.03.1910)
- орден Св. Анны 3-й степени (ВП от 08.05.1913), — «…за успехи в науках, …»
- орден Св. Владимира 4-й степени с мечами и бантом (ВП от 14.12.1914, стр. 7)
- орден Св. Анны 4-й степени с надписью «За храбрость» (ВП от 14.12.1914, стр. 9)
- орден Св. Анны 2-й степени с мечами (ВП от 04.06.1915)
- мечи и бант к ордену Св. Анны 3-й степени (18.03.1916)[3]
- Георгиевское оружие (Дополнение к ВП от 15.05.1916), — …за то, что 28 декабря 1915 года в период Кеприкейской операции, подвергая свою жизнь явной опасности, самоотверженно произвел на Коджутском участке разведку занятых неприятелем позиций, следствием которой явились существенные изменения в плане действий нашего отряда, наступавшего на Карабаих, повлекшие за собой всего через четыре дня к прорыву центра турецкой армии, которая поспешно вынуждена была отойти под защиту Эрзерума[1][18].
- орден Св. Станислава 2-й степени с мечами (ВП от 15.11.1916)
- мечи и бант к ордену Св. Станислава 3-й степени (1917)[3]
- медали (светло-бронзовые)[3]:
  - «В память 200-летия Полтавской битвы» (1909)
  - «В память 300-летия царствования Дома Романовых» (1913)
  - «За труды по отличному выполнению всеобщей мобилизации 1914 года» (1915)

## Семья
Отец — Никита Михайлович Баташев (1854—1927) — генерал-лейтенант Русской императорской армии; мать — Ольга Ивановна (Орлова).
Братья:
- Владимир (18 (30) июля 1885 — 1939)[19][20] — офицер Русской императорской армии, капитан (1916). Родился в Санкт-Петербурге. В 1906 году окончил Константиновское артиллерийское училище, затем в 1911 году Михайловскую артиллерийскую академию. Служил в 1-й гренадерской артиллерийской бригаде, в 1913 году — старший офицер 6-й батареи. Участник Первой мировой войны в составе своей бригады. 02.08.1916 был назначен командиром 1-й отдельной лёгкой батареи для стрельбы по воздушному флоту; с 31.10.1916 — помощником заведывающего средствами химической борьбы при управлении инспектора артиллерии Западного фронта. Был награждён четырьмя боевыми орденами, в том числе Св. Владимира 4-й степени с мечами и бантом[21]. После революции служил в Красной армии, в Главном артиллерийском управлении, был помощником редактора издательской части, преподавал на кафедре Военной Академии РККА. В 1930 году репрессирован, сослан на Соловки, затем в Бурятию, где и умер.
- Сергей (1887 — ???) — офицер Русской императорской армии, штабс-капитан[22]. В 1909 году окончил Киевское военное училище[23], служил в 133-м пехотном Симферопольском полку[24]. Участник Первой мировой войны — в 1915—1916 годах был прикомандирован к 36-му пехотному запасному батальону 4-й армии, 17.11.1916 переведен в 466-й пехотный Малмыжский полк[25], в июле 1917 года был контужен в бою; награждён орденами Св. Станислава 3-й степени и Св. Анны 3-й степени[26]. Участник Белого движения на юге России, затем эмигрировал в Югославию, где и умер, не оставив детей.
- Николай (23 октября (4 ноября) 1897, Очаков — 22.05.1973, Сан-Паулу)[27] — офицер военного времени, поручик (1919). Окончил Екатеринославское реальное училище, затем учился в Екатеринославском горном институте (институт не окончил в связи с досрочным призывом в армию). Участник Первой мировой войны. Окончив в декабре 1916 года, в Киеве, ускоренный курс Николаевского артиллерийского училища[28], служил адъютантом 1-го дивизиона 48-й артиллерийской бригады (прапорщик), с 11.09.1917 — в 16-й артбригаде (подпоручик[29]). С конца 1918 года — в Добровольческой армии: участвовал в Екатеринославском походе, затем служил в 1-й батарее 4-й и 1-й батарее 34-й артиллерийских бригад; поручик (09.03.1919). С июля 1919 — на бронепоезде «Коршун»; участник Бредовского похода. К 20.07.1920 эвакуирован в Югославию, затем вернулся в Крым, воевал в составе Русской армии на бронепоезде «Дроздовец», был трижды ранен. Эмигрировал в Югославию, окончил университет; доктор химии, член Общества офицеров-артиллеристов. В годы Второй мировой войны воевал в Русском корпусе (артиллерийский взвод 4-й роты 1-го полка; до ноября 1942 — на бронепоезде в г. Лознице, до 1944 — командир отделения тяжёлых пулемётов 2-го батальона 2-го полка, затем в штабе корпуса). После 1945 года — в Германии, затем — в Бразилии. Жена — Ванда Ивановна; дочь (р. 1922)[2].

Сёстры — Екатерина, Мария (Боба), Евгения, Ольга, Варвара.
Жена — Ольга Ивановна (в девичестве Назаренко; род. в Саратове), дочь статского советника, потомственного дворянина.
Дети:
- Никита (02.07.1912 — 1959; похоронен на Большеохтинском кладбище), инженер-мостостроитель[31]; в 1930-х годах руководил разработкой типового проекта светофорных мостиков[32], в 1951—1959 — начальник отдела металлических мостов института «Ленгипротрансмост» (ныне — ОАО «Трансмост»)[33];
- Мария (Муся) (17.08.1914 — ???) инженер-конструктор в ОКБ Илюшина. Муж — Николай Иванович Максимов.
- Михаил (04.02.1917 — ???)[30] похоронен в Калужской области,  Жиздринского района близ села "Коллективизатор". Участвовал во Второй мировой войне. Работал зоотехником. Имел двух дочерей — Людмилу (Миллионова) и Наталью (Першикова). Людмила умерла в 2006 году от рака печени, Наталья жива по сей день. У Людмилы 2-е детей. Ольга (умерла в 2018) и Денис (Миллионов) (жив по сей день). У Натальи тоже двое детей. Михаил и Надежда. Оба живы.